# 堀井令以知
堀井 令以知（ほりい れいいち、1925年11月5日 - 2013年3月10日）は、日本の日本語学者・言語学者。関西外国語大学名誉教授。

## 人物
京都市生まれ。父は兄の印刷所に勤め、1936年に独立して堀井欧文印刷所を経営していた。
京言葉を中心に、語源の研究や言語比較など幅広く研究活動をおこなった。ドラマなどでの京言葉指導、御所言葉指導も数多く手がける。

## 略歴
- 1949年 - 京都大学文学部言語学科卒
- 1954年 - 京都大学大学院博士課程単位取得退学
- 1952年 - 関西大学講師
- 1957年 - 愛知大学助教授
- 1964年 - 教授
- 1971年 - 南山大学教授
- 1978年 - 関西外国語大学教授
- 1982年 - 大学院研究科長
- 2003年 - 定年、名誉教授

## 叙勲歴
- 1974年 - 教育功労章（フランス）
- 1976年 - 国家功労勲章（フランス）
- 2009年 - 瑞宝中綬章[3]

## 著書
- 『古い校舎 綴方と漫画』堀井欧文印刷所 1938
- 『ことばの職業』日本評論社（日評選書）1980
- 『にほんご歳時記』大修館書店 1987
- 『京都のことば』和泉書院（上方文庫）1988
- 『地域社会の言語文化』名著出版（愛知大学綜合郷土研究所研究叢書）1988
- 『語源をつきとめる』講談社現代新書 1990
- 『女の言葉』明治書院 1990
- 『はたらく女性のことば』明治書院 1992
- 『感性の言語学』近代文芸社 1996
- 『比較言語学を学ぶ人のために』世界思想社 1997
- 『ことばの不思議』おうふう 1998
- 『一般言語学と日本言語学』青山社 2003
- 『ことばの由来』岩波新書 2005
- 『京都語を学ぶ人のために』世界思想社 2006
- 『お公家さんの日本語』グラフ社 2008
- 『折々の京ことば』京都新聞出版センター 2009
- 『言語文化の深層をたずねて』シリーズ自伝　ミネルヴァ書房、2013

### 共編著
- 尼門跡の言語生活の調査研究 井之口有一、中井和子共著 風間書房 1965
- 京都語位相の調査研究 井之口有一共著 東京堂出版 1972
- 御所ことば 井之口有一共著 雄山閣出版 1974（風俗文化史選書）
- 京都語辞典 井之口有一共編 東京堂出版 1975
- 分類京都語辞典 井之口有一共編 東京堂出版 1979.5
- 日本語語源辞典 東京堂出版 1983.7
- 職人ことば辞典 井之口有一共編 桜楓社 1983.6
- 語源大辞典 東京堂出版 1988.9
- 京ことば歳時記 井之口有一共編 桜楓社 1988.6
- 京ことば辞典 井之口有一共編 東京堂出版 1994.2
- 外来語語源辞典 東京堂出版 1994.6
- 大阪ことば辞典 東京堂出版 1995.9
- 決まり文句語源辞典 東京堂出版 1997.9
- 上方ことば語源辞典 東京堂出版 1999.8
- 日常語の意味変化辞典 東京堂出版 2003.6
- 京都府ことば辞典 おうふう 2006.10

### 記念論文集
- 言語文化と言語教育の精髄 堀井令以知教授傘寿記念論文集/ 吉村耕治編 大阪教育図書 2006.11